# Liste der Lieder von Michael Jackson
Dies ist eine Liste aller Lieder mit Beteiligung des US-amerikanischen Sängers Michael Jackson, die zu Lebzeiten oder posthum offiziell veröffentlicht worden sind. Alle Titel werden hier aufgelistet, ausgenommen sind die Lieder der Jackson Five. Unveröffentlichte Songs werden unter Liste unveröffentlichter Lieder von Michael Jackson gelistet.
| Titel                                                     | Album                                             | Erscheinungsjahr | Autor | Anmerkungen |
| --------------------------------------------------------- | ------------------------------------------------- | ---------------- | --- | --- |
| 2 Bad                                                     | HIStory – Past, Present and Future Book I         | 1995             | Michael Jackson, Bruce Swedien, René Moore, Dallas Austin                                                                              | Rap beigetragen von Shaquille O’Neal. |
| 2000 Watts                                                | Invincible                                        | 2001             | Michael Jackson, Teddy Riley, Tyrese Gibson, JaRon Henson                                                                              | Hintergrundstimme von Teddy Riley. |
| A Brand New Day                                           | The Wiz (Original Motion Picture Soundtrack)      | 1978             | Luther Vandross | Gesungen von Michael Jackson, Diana Ross, Nipsey Russell und Ted Ross. |
| A Place with No Name                                      | Xscape                                            | 2014             | Michael Jackson, Dewey Bunnell, Dr. Freeze                                                                                             | Wurde 1998 geschrieben und aufgenommen. Der Titelname und die Melodie weist Ähnlichkeit mit dem Song „A Horse with No Name“ der Rockband America auf. Ein 24-Sekunden langer Ausschnitt wurde am 16. Juli 2009 online gestellt, die Vollversion am 18. Dezember 2013. |
| Ain't No Sunshine                                         | Got to Be There                                   | 1972             | Bill Withers | Coverversion des gleichnamigen Songs von Bill Withers. |
| Al Capone                                                 | Bad 25                                            | 2012             | Michael Jackson | Demo von Smooth Criminal. |
| All Eyez on Me                                            | All Eyez on Me                                    | 2002             | Monica Arnold, LaShawn Daniels, Quincy Jones, James Ingram                                                                             | Von Monica. Bisher unveröffentlichte ad-lips für P.Y.T. wurden gesampelt. |
| All in Your Name                                          |                                                   | 2011             | Michael Jackson, Barry Gibb | Duett mit Barry Gibb. Von Gibb am 25. Juni 2011, zwei Jahre nach Jacksons' Tod, veröffentlicht. |
| All the Things You Are                                    | Music & Me                                        | 1973             | Oscar Hammerstein II, Jerome Kern | Coverversion des gleichnamigen Hits von Hiram Sherman. |
| Another Part of Me                                        | Bad                                               | 1987             | Michael Jackson | |
| Baby Be Mine                                              | Thriller                                          | 1982             | Rod Temperton | |
| Bad                                                       | Bad                                               | 1987             | Michael Jackson | Sollte ursprünglich ein Duett mit dem Sänger Prince sein. |
| Be A Lion                                                 | The Wiz (Original Motion Picture Soundtrack)      | 1978             | Charlie Smalls | Gesungen von Diana Ross, Michael Jackson, Nipsey Russell und Ted Ross. |
| Beat It                                                   | Thriller                                          | 1982             | Michael Jackson | Gitarrensolo gespielt von Eddie Van Halen. Demotrack des Songs veröffentlicht auf dem Album This Is It. Duettversion mit Fergie veröffentlicht auf dem Thriller 25. |
| Beautiful Girl                                            | The Ultimate Collection                           | 2004             | Michael Jackson | |
| Behind the Mask                                           | Michael                                           | 2010             | Ryuichi Sakamoto | Coverversion von Greg Phillinganes erschien im Jahre 1985 auf seinem Album „Pulse“. Coverversion von Michael Jackson wurde bereits während der „Thriller-Session“ aufgenommen, durfte jedoch nicht veröffentlicht werden, da Jackson sich in einem Rechtsstreit mit der Band Yellow Magic Orchestra befand. Der Remix von John McClain erschien dann 2010 auf seinem ersten posthumen Album „Michael“. Hintergrundgesang von Shanice. |
| Ben                                                       | Ben                                               | 1972             | Don Black, Walter Scharf | |
| Best of Joy                                               | Michael                                           | 2010             | Michael Jackson | Der Song wurde 2008 aufgenommen und von Jackson und Brad Buxer produziert. |
| Billie Jean                                               | Thriller                                          | 1982             | Michael Jackson | Demoversion veröffentlicht auf der „Special Edition“ von Thriller aus dem Jahre 2001. |
| Black or White                                            | Dangerous                                         | 1991             | Michael Jackson, Bill Bottrell | Rap von Bill Bottrell. |
| Blood on the Dance Floor                                  | Blood on the Dance Floor – HIStory in the Mix     | 1997             | Michael Jackson, Teddy Riley | Sollte auf dem Album „Dangerous“ von 1991 veröffentlicht werden. |
| Blue Gangsta                                              | Xscape                                            | 2014             | Michael Jackson, Dr. Freeze | Wurde 2010 online gestellt. |
| Break of Dawn                                             | Invincible                                        | 2001             | Michael Jackson, Dr. Freeze | Hintergrundgesang von Dr. Freeze. |
| Breaking News                                             | Michael                                           | 2010             | Michael Jackson, Eddie Cascio, James Porte                                                                                             | Authentizität des Songs umstritten. |
| Burn This Disco Out                                       | Off the Wall                                      | 1979             | Rod Temperton | |
| Butterflies                                               | Invincible                                        | 2001             | Andre Harris, Marsha Ambrosius | Remix veröffentlicht von Eve. |
| Call on Me                                                | Farewell My Summer Love                           | 1984             | Fonce Mizell, Larry Mizell | Die Originalversion wurde auf dem Album "Anthology: The Best of Michael Jackson veröffentlicht. |
| Can’t Get Outta the Rain                                  | The Essential Michael Jackson 3.0                 | 1982             | Michael Jackson, Quincy Joney | Eine überarbeitete Version von „You Can't Win“. |
| Can’t Let Her Get Away                                    | Dangerous                                         | 1991             | Michael Jackson, Teddy Riley | |
| Carousel                                                  | Thriller (Special Edition)                        | 2001             | Michael Sembello, Don Freeman | Vollversion veröffentlicht auf den Alben „King of Pop“ und „The Ultimate Fan Extras Collection“. |
| Cheater                                                   | The Ultimate Collection                           | 2004             | Michael Jackson, Greg Phillinganes | Ursprünglich für "Bad" geplant. |
| Chicago                                                   | Xscape                                            | 2014             | Cory Rooney | Ursprünglich für „Invincible“ geplant. |
| Childhood                                                 | HIStory – Past, Present and Future Book I         | 1995             | Michael Jackson | |
| Cinderella Stay Awhile                                    | Forever, Michael                                  | 1975             | Michael Burnett Sutton, Mack David | |
| Come Together                                             | HIStory – Past, Present and Future Book I         | 1995             | John Lennon, Paul McCartney | Coverversion des gleichnamigen Hits von der Band The Beatles. Wurde schon 1988 für den Film Moonwalker aufgenommen, wurde aber für das „HIStory“-Album 1995 überarbeitet und gekürzt. Längste Version wurde mit auf der Single Remember the Time mitveröffentlicht. |
| Cry                                                       | Invincible                                        | 2001             | R. Kelly | |
| D.S.                                                      | HIStory – Past, Present and Future Book I         | 1995             | Michael Jackson | Gitarrensolo beigetragen von Slash. |
| Dangerous                                                 | Dangerous                                         | 1991             | Michael Jackson, Bill Bottrell, Teddy Riley                                                                                            | |
| Dapper-Dan                                                | Forever, Michael                                  | 1975             | Don Fletcher | |
| Dear Michael                                              | Forever, Michael                                  | 1975             | Hal Davis, Elliot Willensky | |
| Dirty Diana                                               | Bad                                               | 1987             | Michael Jackson | Gitarrensolo beigetragen von Steve Stevens. |
| Do the Bartman                                            | The Simpsons Sing the Blues                       | 1990             | Michael Jackson | Hintergrundgesang von Jackson. |
| Do You Know Where Your Children Are                       | Xscape                                            | 2014             | Michael Jackson | Schaffte es nicht auf das Album „Bad“ bzw. „Dangerous“ zu kommen. Wurde 2010 ins Internet online gestellt. |
| Doggin’ Around                                            | Music & Me                                        | 1973             | Lena Agree | |
| Don’t Be Messin’ ’Round                                   | Bad 25                                            | 2012             | Michael Jackson | Auf dem Song spielt Jackson noch das Klavier. |
| Don’t Let It Get You Down                                 | Farewell My Summer Love                           | 1984             | Mel Larson, Jerry Marcellino, Deke Richards                                                                                            | Die Originalversion wurde auf dem Album „Anthology: The Best of Michael Jackson“ veröffentlicht. |
| Don’t Stop ’Til You Get Enough                            | Off the Wall                                      | 1979             | Michael Jackson | Demoversion veröffentlicht auf der „Special Edition“ von 2001. |
| Don’t Walk Away                                           | Invincible                                        | 2001             | Michael Jackson, Teddy Riley, Richard Stites, Reed Vertelney                                                                           | |
| Earth Song                                                | HIStory – Past, Present and Future Book I         | 1995             | Michael Jackson | |
| Ease on Down the Road                                     | The Wiz (Original Motion Picture Soundtrack)      | 1978             | Charlie Smalls | Gesungen von Michael Jackson und Diana Ross. |
| Euphoria                                                  | Music & Me                                        | 1973             | Leon Ware, Jacqueline Hilliard | |
| Everybody's Somebody's Fool                               | Ben                                               | 1972             | Gladys Hampton, Regina Adams, Ace Adams                                                                                                | |
| Fall Again                                                | The Ultimate Collection                           | 2004             | Walter Afanasieff, Robin Thicke | |
| Farewell My Summer Love                                   | Farewell My Summer Love                           | 1984             | Keni St. Lewis | Originalversion auf dem Album „Anthology: The Best of Michael Jackson“. |
| Fly Away                                                  | Bad (Special Edition)                             | 2001             | Michael Jackson | Rebbie Jackson nahm zuerst den Titel für ihr Album „Youth Faithfully“ mit Michael Jackson als Hintergrundgesang auf. |
| For All Time                                              | Thriller 25                                       | 2008             | Michael Sherwood, Steve Porcaro | Geschrieben und aufgenommen während der Dangerous-Sessions |
| Free                                                      | Bad 25                                            | 2012             | Michael Jackson | |
| Get It                                                    | Characters                                        | 1987             | Stevie Wonder | Duett mit Michael Jackson. |
| Get on the Floor                                          | Off the Wall                                      | 1979             | Michael Jackson, Louis Johnson | |
| Ghosts                                                    | Blood on the Dance Floor – HIStory in the Mix     | 1997             | Michael Jackson, Teddy Riley | |
| Girl Don't Take Your Love from Me                         | Got to Be There                                   | 1972             | Willie Hutch | |
| Girl You're So Together                                   | Farewell My Summer Love                           | 1984             | Keni St. Lewis | Originalversion befindet sich auf dem Album „Hello World: The Motown Solo Collection“. |
| Girlfriend                                                | Off the Wall                                      | 1979             | Paul McCartney | Cover des gleichnamigen Songs der Band „Wings“. Wurde eigentlich für Jackson geschrieben. |
| Give In to Me                                             | Dangerous                                         | 1991             | Michael Jackson, Bill Bottrell | Gitarrensolo gespielt von Slash. |
| Give Me Half a Chance                                     | Looking Back to Yesterday                         | 1986             | C. Davis | |
| Gone Too Soon                                             | Dangerous                                         | 1991             | Larry Grossman, Buz Kohan | Coverversion von Dionne Warwick. |
| Got the Hots                                              | Thriller 25 (japanische Edition)                  | 2008             | Michael Jackson, Quincy Jones | Lied wurde später auf den Alben „King of Pop“ und „The Ultimate Fan Extras Collection“ veröffentlicht. |
| Got to Be There                                           | Got to Be There                                   | 1971             | Elliot Willensky | |
| Greatest Show on Earth                                    | Ben                                               | 1972             | Mel Larson, Jerry Marcellino | |
| Happy                                                     | Music & Me                                        | 1973             | Michel Legrand, Smokey Robinson | Liebesthema des Films „Lady Sings the Blues“ mit Diana Ross. |
| Heal the World                                            | Dangerous                                         | 1991             | Michael Jackson | Version mit Jacksons' gesprochenen Wörtern wurde auf dem Album „Signature Series“ veröffentlicht. |
| Heartbreaker                                              | Invincible                                        | 2001             | Michael Jackson, Rodney Jerkins, Fred Jerkins III, LaShawn Daniels                                                                     | Rap beigetragen von Fats. |
| Heaven Can Wait                                           | Invincible                                        | 2001             | Michael Jackson, Teddy Riley, Andreao Heard, Nate Smith, Teron Beal, Eritza Laues, Kenny Quiller                                       | |
| Here I Am (Come and Take Me)                              | Farewell My Summer Love                           | 1984             | Al Green, Mabon Hodges | Originalversion veröffentlicht auf dem Album „Hello World: The Motown Solo Collection“. |
| HIStory                                                   | HIStory – Past, Present and Future Book I         | 1995             | Michael Jackson, James Harris III, Terry Lewis                                                                                         | Hintergrundgesang von Boyz II Men. Song enthält Ausschnitte eines Interviews mit Jackson aus dessen Kindheit und Ausschnitte der Rede I Have a Dream. |
| Hold My Hand                                              | Michael                                           | 2010             | Akon, Giorgio Tuinfort, Claude Kelly                                                                                                   | Duett mit Akon. Unfertige Version wurde im Juli 2008 online gestellt. |
| Hollywood Tonight                                         | Michael                                           | 2010             | Michael Jackson, Brad Buxer, Teddy Riley                                                                                               | „Spoken Bridge“ beigetragen von Taryll Jackson. |
| Human Nature                                              | Thriller                                          | 1982             | Steve Porcaro, John Bettis | |
| I Can’t Help It                                           | Off the Wall                                      | 1979             | Stevie Wonder, Susaye Greene | |
| (I Can’t Make It) Another Day                             | Michael                                           | 2010             | Lenny Kravitz | Hintergrundgesang von Lenny Kravitz. Schlagzeug gespielt vom Drummer der Foo Fighters, Dave Grohl, wurde jedoch nie fertig. Enthält Gesang des Songs „We've Had Enough“ von Michael Jackson. |
| I Hear a Symphony                                         | Looking Back to Yesterday                         | 1986             | Holland-Dozier-Holland | Coverversion des gleichnamigen Songs der Band „The Supremes“. |
| I Just Can't Stop Loving You                              | Bad                                               | 1987             | Michael Jackson | Duett mit Siedah Garrett. Französische und spanische Versionen mit den Namen „Je Ne Veux Pas La Fin De Nous“ und „Todo Mi Amor Eres Tu“ auf dem Album „Bad 25“ erhältlich. |
| (I Like) The Way You Love Me                              | Michael                                           | 2010             | Michael Jackson | Demoversion auf dem Album „The Ultimate Collection“ als I Like The Way erhältlich. |
| I Like You the Way You Are (Don’t Change Your Love on Me) | Looking Back to Yesterday                         | 1986             | W. Hutch | |
| I Wanna Be Where You Are                                  | Got to Be There                                   | 1972             | Arthur Ross, Leon Ware | |
| I Was Made to Love Her                                    | Looking Back to Yesterday                         | 1986             | Stevie Wonder, Henry Cosby, Lula Mae Hardaway, Sylvia Moy                                                                              | Coverversion des gleichnamigen Songs von Stevie Wonder. |
| If’n I Was God                                            | Looking Back to Yesterday                         | 1986             | Robert B. Sherman, Robert M. Sherman                                                                                                   | Coverversion des gleichnamigen Songs von Bobby Goldsboro. |
| I’ll Come Home to You                                     | Forever, Michael                                  | 1975             | Freddie Perran, Christine Yarian | |
| I’m Love Again                                            | Love Lives Forever                                | 1980             | Minnie Riperton, Richard Rudolph | Duett mit Michael Jackson |
| I’m So Blue                                               | Bad 25                                            | 2012             | Michael Jackson | |
| In Our Small Way                                          | Got to Be There                                   | 1972             | Beatrice Verdi, Christine Yarian | Auch veröffentlicht auf dem Album „Ben“ |
| In the Back                                               | The Ultimate Collection                           | 2004             | Michael Jackson, Glen Ballard | |
| In the Closet                                             | Dangerous                                         | 1991             | Michael Jackson, Teddy Riley | Spoken-Words beitragen von Stéphanie von Monaco. Sollte eigentlich ein Duett mit Madonna werden. |
| Invincible                                                | Invincible                                        | 2001             | Michael Jackson, Rodney Nerkins, Fred Jerkins III, LaShawn Daniels, Norman Gregg                                                       | Rap beigetragen von Fats. |
| Is It Scary                                               | Blood on the Dance Floor – HIStory in the Mix     | 1997             | Michael Jackson, James Harris III, Terry Lewis                                                                                         | |
| It’s Not Worth It                                         | Full Moon                                         | 2002             | Rodney Jerkins, Fred Jerkins III, LaShawn Daniels                                                                                      | Von Brandy. Zusätzliche, unveröffentlichte Vocals von Jackson aus den Sessions für Invincible gesampelt. |
| It’s the Falling in Love                                  | Off the Wall                                      | 1979             | Carole Bayer Sager, David Foster | Duett mit Patti Austin. |
| Jam                                                       | Dangerous                                         | 1991             | Michael Jackson, Teddy Riley, Bruce Swedien, René Moore                                                                                | Rap beigetragen von Heavy D. |
| Johnny Raven                                              | Music & Me                                        | 1973             | Billy Page | |
| Just a Little Bit of You                                  | Forever, Michael                                  | 1975             | Edward Holland, Jr., Brian Holland | |
| Just Friends                                              | Sometimes Late at Night                           | 1981             | Burt Bacharach, Carole Bayer Sager, Peter Allen                                                                                        | |
| Just Good Friends                                         | Bad                                               | 1987             | Terry Britten, Graham Lyle | Duett mit Stevie Wonder. |
| Keep the Faith                                            | Dangerous                                         | 1991             | Michael Jackson, Glen Ballard, Siedah Garrett                                                                                          | Chorgesang beigetragen vom „Andrae Crouch Choir“. Demo von 1990 wurde ins Internet online gestellt. |
| Keep Your Head Up                                         | Michael                                           | 2010             | Eddie Cascio, James Porte | Authentizität des Songs umstritten. |
| Leave Me Alone                                            | Bad                                               | 1987             | Michael Jackson | Ursprünglich nur auf der CD-Version von „Bad“. |
| Liberian Girl                                             | Bad                                               | 1987             | Michael Jackson | „Spoken Bridge“ beigetragen von Letta Mbulu. |
| Little Susie                                              | HIStory – Past, Present and Future Book I         | 1995             | Michael Jackson | Intro ist entnommen aus dem Requiem von Maurice Duruflé, gespielt vom Atlanta Symphonic Orchestra. |
| Lonely Teardrops                                          | Looking Back to Yesterday                         | 1986             | Berry Gordy, Gwendolyn B. Gordy, Tyran Carlo                                                                                           | Coverversion des gleichnamigen Songs von Jackie Wilson. |
| Love Is Here and Now You're Gone                          | Got to Be There                                   | 1972             | Holland-Dozier-Holland | Coverversion des gleichnamigen Songs der Band The Supremes. |
| Love Never Felt So Good                                   | Xscape                                            | 2014             | Michael Jackson, Paul Anka | Duett-Version mit Justin Timberlake auf der Deluxe Edition von „Xscape“. Wurde eigentlich während der „Thriller“-Session 1983 für das Album „Victory“ der Band The Jacksons geschrieben. Hat es nicht geschafft, auf das „Bad“-Album zu kommen. Demoversion wurde 2006 ins Internet gestellt. |
| Love’s Gone Bad                                           | Looking Back to Yesterday                         | 1986             | Holland-Dozier-Holland | |
| Loving You                                                | Xscape                                            | 2014             | Michael Jackson | Jackson schrieb und nahm den Song während der „Bad“-Session auf |
| Man in the Mirror                                         | Bad                                               | 1987             | Siedah Garrett, Glen Ballard | Hintergrundgesang von Siedah Garrett, The Winans und dem „Andrae Crouch Choir“. |
| Maria (You Were the Only One)                             | Got to Be There                                   | 1971             | Lawrence Brown, Linda Glover, George Gordy, Allen Story                                                                                | |
| Melodie                                                   | Farewell My Summer Love                           | 1984             | Mel Larson, Jerry Marcellino, Deke Richards                                                                                            | Originalversion auf dem Album „Anthology: The Best of Michael Jackson“ veröffentlicht. |
| Mind Is the Magic                                         | Dreams & Illusions                                | 1995             | Michael Jackson, Bryan Loren | Song wurde von Jackson und Loren für die „Beyond Belief Show“ der deutschen Magier Siegfried und Roy geschrieben. Der Song erschien auf dem Album „Dreams & Illusions“ von Siegfried & Roy. |
| Money                                                     | HIStory – Past, Present and Future Book I         | 1995             | Michael Jackson | |
| Monkey Business                                           | The Ultimate Collection                           | 2004             | Michael Jackson, Bill Bottrell | |
| Monster                                                   | Michael                                           | 2010             | Eddie Cascio, James Porte, 50 Cent | Rap beigetragen von 50 Cent. Authentizität des Songs umstritten. Gitarrensolo gespielt von Orianthi. |
| Morning Glow                                              | Music & Me                                        | 1973             | Stephen Schwartz | |
| Morphine                                                  | Blood on the Dance Floor – HIStory in the Mix     | 1997             | Michael Jackson | |
| Much Too Soon                                             | Michael                                           | 2010             | Michael Jackson | |
| Music & Me                                                | Music & Me                                        | 1973             | Jerry Marcellino, Mel Larson, Don Fenceton, Mike Cannon                                                                                | |
| My Girl                                                   | Ben                                               | 1972             | Smokey Robinson, Ronald White | Coverversion des gleichnamigen Songs der Band The Temptations. |
| Night Time Lover                                          | La Toya Jackson                                   | 1980             | La Toya Jackson, Michael Jackson | Duett mit Michael Jackson. |
| Off the Wall                                              | Off the Wall                                      | 1979             | Rod Temperton | |
| On the Line                                               | Ghosts Deluxe Collector Box Set – Limited Edition | 1997             | Michael Jackson, Babyface | Wurde ursprünglich für den Film „Get on the Bus“ von Spike Lee geschrieben. Die kürzere Version ist auf dem Album „The Ultimate Collection“ erhältlich. |
| One Day in Your Life                                      | Forever, Michael                                  | 1975             | Sam Brown III, Renée Armand | |
| One More Chance                                           | Number Ones                                       | 2003             | R. Kelly | |
| Privacy                                                   | Invincible                                        | 2001             | Michael Jackson, Rodney Jerkins, Fred Jerkins III, Bernard Belle                                                                       | |
| P.Y.T. (Pretty Young Thing)                               | Thriller                                          | 1982             | James Ingram, Quincy Jones | Demoversion geschrieben von Michael Jackson und Greg Phillinganes. Demoversion erhältlich auf dem Album „The Ultimate Collection“. Remixversion von will.i.am erhältlich auf dem Album „Thriller 25“. |
| Say Say Say                                               | Pipes of Peace                                    | 1983             | Michael Jackson, Paul McCartney | Duett mit Paul McCartney |
| Scream                                                    | HIStory – Past, Present and Future Book I         | 1995             | Michael Jackson, Janet Jackson, James Harris III, Terry Lewis                                                                          | Duett mit Janet Jackson |
| She Drives Me Wild                                        | Dangerous                                         | 1991             | Michael Jackson, Teddy Riley | Rap beigetragen von Wreck-N-Effect. |
| Shout                                                     | The Ultimate Fan Extras Collection                | 2001             | Michael Jackson, Teddy Riley, Claude Forbes, Samuel Hoskins, Carmen Lampson, Roy Hamilton                                              | Ursprünglich für Invincible aufgenommen. Auf der B-Seite von Cry erschienen. Später auf der Ultimates Fan Extra Collection erschienen. |
| Slave to the Rhythm                                       | Xscape                                            | 2014             | L.A. Reid, Babyface, Daryl Simmons, Kevin Roberson                                                                                     | Aufgenommen während der Dangerous-Sessions. |
| Smile                                                     | HIStory – Past, Present and Future Book I         | 1995             | John Turner, Geoffrey Parsons, Charlie Chaplin                                                                                         | Coverversion des Instrumentalstücks von Charlie Chaplin. |
| Smooth Criminal                                           | Bad                                               | 1987             | Michael Jackson | |
| Somebody’s Watching Me                                    | Somebody’s Watching Me                            | 1984             | Rockwell | Rockwell featuring Michael Jackson und Jermaine Jackson |
| Someone Put Your Hand Out                                 | Ultimate Collection                               | 1992             | Michael Jackson, Teddy Riley | Als Promo-Single für die Dangerous World Tour veröffentlicht. Ursprünglich für Dangerous geplant. Später auf der Ultimate Collection veröffentlicht. |
| Speechless                                                | Invincible                                        | 2001             | Michael Jackson | |
| Speed Demon                                               | Bad                                               | 1987             | Michael Jackson | |
| Stranger in Moscow                                        | HIStory – Past, Present and Future Book I         | 1995             | Michael Jackson | |
| Streetwalker                                              | Bad 25                                            | 1987             | Michael Jackson | Aufgenommen während der Bad-Session. |
| Superfly Sister                                           | Blood on the Dance Floor – HIStory in the Mix     | 1997             | Michael Jackson, Bryan Loren | |
| Tabloid Junkie                                            | HIStory – Past, Present and Future Book I         | 1995             | Michael Jackson, James Harris III, Terry Lewis                                                                                         | |
| The Girl Is Mine                                          | Thriller                                          | 1982             | Michael Jackson | Duett mit Paul McCartney |
| The Lady in My Life                                       | Thriller                                          | 1982             | Rod Temperton | |
| The Lost Children                                         | Invincible                                        | 2001             | Michael Jackson | |
| The Way You Make Me Feel                                  | Bad                                               | 1987             | Michael Jackson | |
| They Don’t Care About Us                                  | HIStory – Past, Present and Future Book I         | 1995             | Michael Jackson | Gitarre gespielt von Slash |
| This Is It                                                | This Is It                                        | 2009             | Michael Jackson, Paul Anka | |
| This Time Around                                          | HIStory – Past, Present and Future Book I         | 1995             | Michael Jackson, Dallas Austin | Rap beigetragen von The Notorious B.I.G. |
| Threatened                                                | Invincible                                        | 2001             | Michael Jackson, Rodney Jerkins, Fred Jerkins III, LaShawn Daniels                                                                     | Tonaufnahmen von Rod Serling aus der Serie The Twilight Zone wurden verwendet. |
| Thriller                                                  | Thriller                                          | 1982             | Rod Temperton | Spoken Words von Vincent Price. |
| To Satisfy You                                            | Music from the New World                          | 1992             | Michael Jackson, Bryan Loren | Bryan Loren featuring Michael Jackson |
| Unbreakable                                               | Invincible                                        | 2001             | Michael Jackson, Rodney Jerkins, Fred Jerkins III, LaShawn Daniels, Nora Payne, Robert Smith, Carl McIntosh, Jane Eugene, Steve Nichol | Rap beigetragen von The Notorious B.I.G. (posthum entnommen von You Can’t Stop the Reign). Hintergrundgesang von Brandy. |
| Wanna Be Startin’ Somethin’                               | Thriller                                          | 1982             | Michael Jackson | |
| We Are the World                                          | We Are the World                                  | 1985             | Michael Jackson, Lionel Richie | Gesang von Michael Jackson als Teil von USA for Africa. |
| We Are the World 25 for Haiti                             |                                                   | 2010             | Michael Jackson, Lionel Richie | Gesang von Michael Jackson als Teil von Artists for Haiti. |
| We’ve Had Enough                                          | The Ultimate Collection                           | 2004             | Michael Jackson, Rodney Jerkins, LaShawn Daniels, Carole Bayer Sager                                                                   | |
| Whatever Happens                                          | Invincible                                        | 2001             | Michael Jackson, Teddy Riley, Gil Gang, Jasmine Quay, Geoffrey Williams                                                                | Gitarre gespielt von Carlos Santana. |
| Whatzupwitu                                               | Love’s Alright                                    | 1993             | Eddie Murphy, Trenten Gumbs | Duett mit Eddie Murphy |
| Who Is It                                                 | Dangerous                                         | 1991             | Michael Jackson | |
| Why You Wanna Trip on Me                                  | Dangerous                                         | 2001             | Teddy Riley, Bernard Belle | |
| Will You Be There                                         | Dangerous                                         | 1991             | Michael Jackson | Chorgesang beigetragen durch Andraé Crouch Singer. |
| Workin’ Day and Night                                     | Off the Wall                                      | 1979             | Michael Jackson | |
| Xscape                                                    | Xscape                                            | 2014             | Michael Jackson, Rodney Jerkins, Fred Jerkins III, LaShawn Daniels                                                                     | Ursprünglich für Invincible geplant. |
| Yeah                                                      | Love’s Alright                                    | 1993             | unbekannt | Eddie Murphy feat. verschiedene Künstler |
| You Are My Life                                           | Invincible                                        | 2001             | Michael Jackson, Kenneth Edmonds, Carole Bayer Sager, John McClain                                                                     | |
| You Are Not Alone                                         | HIStory – Past, Present and Future Book I         | 1995             | R. Kelly | |
| You Rock My World                                         | Invincible                                        | 2001             | Michael Jackson, Rodney Jerkins, Fred Jerkins III, LaShawn Daniels, Nora Payne                                                         | Gesprochenes Intro beigetragen von Chris Tucker. |